# Bud Shank/Shorty Rogers/Bill Perkins
| Recensione | Giudizio |
| ---------- | -------- |
| AllMusic   |          |

Bud Shank/Shorty Rogers/Bill Perkins è un album a nome "Bud Shank/Shorty Rogers/Bill Perkins", pubblicato dall'etichetta discografica Pacific Jazz Records nel luglio del 1955.

## Tracce

### LP
Lato A
Musiche di Shorty Rogers.
1. Shank's Pranks – 3:12 – Registrato il 25 marzo 1954 al "United Western Recorders", Los Angeles
2. Casa de Luz – 5:33 – Registrato il 25 marzo 1954 al "United Western Recorders", Los Angeles
3. Lotus Bud – 3:21 – Registrato il 25 marzo 1954 al "United Western Recorders", Los Angeles
4. Left Bank – 3:20 – Registrato il 25 marzo 1954 al "United Western Recorders", Los Angeles
5. Jasmine – 4:08 – Registrato il 25 marzo 1954 al "United Western Recorders", Los Angeles
6. 'Just a Few – 4:11 – Registrato il 25 marzo 1954 al "United Western Recorders", Los Angeles

Lato B
1. Paradise – 3:03 (musica: Clifford Brown) – Registrato il 2 maggio 1955 al "Capitol Melrose Studio", Los Angeles
2. Fluted Columns – 4:16 (musica: Bud Shank) – Registrato il 2 maggio 1955 al "Capitol Melrose Studio", Los Angeles
3. I Hear Music – 3:30 (testo: Frank Loesser – musica: Burton Lane) – Registrato il 2 maggio 1955 al "Capitol Melrose Studio", Los Angeles
4. Royal Garden Blues – 3:54 (musica: Clarence Williams, Spencer Williams) – Registrato il 2 maggio 1955 al "Capitol Melrose Studio", Los Angeles
5. A Sinner Kissed an Angel – 3:16 (testo: Mack David – musica: Ray Joseph) – Registrato il 2 maggio 1955 al "Capitol Melrose Studio", Los Angeles
6. It Had to Be You – 3:13 (testo: Gus Kahn – musica: Isham Jones) – Registrato il 2 maggio 1955 al "Capitol Melrose Studio", Los Angeles

## Musicisti
Shank's Pranks / Casa de Luz / Lotus Bud / Left Bank / Jasmine / 'Just a Few

Bud Shank Quintet
- Bud Shank – sassofono alto, flauto contralto
- Shorty Rogers – flicorno
- Jimmy Rowles – pianoforte
- Harry Babasin – contrabbasso
- Roy Harte – batteria

Paradise / Fluted Columns / I Hear Music / Royal Garden Blues / A Sinner Kissed an Angel / It Had to Be You

Bud Shank & Bill Perkins Quintet
- Bud Shank – sassofono alto, sassofono tenore, sassofono baritono
- Bill Perkins – sassofono alto, sassofono tenore, flauto
- Hampton Hawes – pianoforte
- Red Mitchell – contrabbasso
- Mel Lewis – batteria[3]